# Laurie Warder
Laurie Warder (* 23. Oktober 1962 in Sydney) ist ein ehemaliger australischer Tennisspieler.

## Karriere
Warder wurde 1982 Tennisprofi und erreichte im darauf folgenden Jahr an der Seite von David Graham das Doppelfinale des ATP-Turniers von Auckland. 1984 gewann er mit Graham seinen ersten Doppeltitel, im Jahr darauf siegten sie in Florenz. Insgesamt gewann er in seiner Karriere zwölf ATP-Doppeltitel, acht davon mit Mark Kratzmann, darunter das Masters-Turnier von Monte Carlo. Weitere 18-mal stand er in einem Doppelfinale. Seine höchsten Notierungen in der ATP-Weltrangliste erreichte er 1987 mit Position 210 im Einzel sowie 1991 mit Position 12 im Doppel.
Sein bestes Einzelergebnis bei einem Grand-Slam-Turnier war das Erreichen der zweiten Runde der Australian Open 1982 und 1985. Die Doppelkonkurrenz der Australian Open gewann er 1993 an der Seite von Danie Visser durch einen Finalsieg über John Fitzgerald und Anders Järryd.
Warder ist verheiratet und hat drei Kinder. Nach seiner Profikarriere war er Assistenztrainer an der Arizona State University.

## Erfolge
| Legende                       |
| Grand Slam (1)                |
| Tennis Masters Cup            |
| ATP Masters Series (1)        |
| ATP International Series Gold |
| ATP International Series (10) |

| Open-Era-Titel nach Belag |
| Hartplatz (2)             |
| Sand (8)                  |
| Rasen (2)                 |
| Teppich                   |

### Doppel

#### Turniersiege
| Nr. | Datum           | Turnier         | Belag     | Partner           | Finalgegner                   | Ergebnis      |
| --- | --------------- | --------------- | --------- | ----------------- | ----------------------------- | ------------- |
| 1.  | 15. Juli 1984   | Newport         | Rasen     | David Graham      | Ken Flach Robert Seguso       | 6:4, 7:6      |
| 2.  | 26. Mai 1985    | Florenz         | Sand      | David Graham      | Bruce Derlin Carl Limberger   | 6:1, 6:1      |
| 3.  | 19. Juli 1987   | Indianapolis    | Sand      | Blaine Willenborg | Joakim Nyström Mats Wilander  | 6:0, 6:3      |
| 4.  | 1. Mai 1988     | Hamburg         | Sand      | Darren Cahill     | Rick Leach Jim Pugh           | 6:4, 6:4      |
| 5.  | 19. Juli 1988   | Bristol         | Rasen     | Peter Doohan      | Marty Davis Tim Pawsat        | 2:6, 6:4, 7:5 |
| 6.  | 8. Januar 1989  | Wellington      | Hartplatz | Peter Doohan      | Rill Baxter Glenn Michibata   | 3:6, 6:2, 6:3 |
| 7.  | 28. April 1991  | Monte Carlo     | Sand      | Luke Jensen       | Paul Haarhuis Mark Koevermans | 5:7, 7:6, 6:4 |
| 8.  | 26. Mai 1991    | Bologna (1)     | Sand      | Luke Jensen       | Luiz Mattar Jaime Oncins      | 6:4, 7:6      |
| 9.  | 24. Mai 1992    | Bologna (2)     | Sand      | Luke Jensen       | Javier Frana Javier Sánchez   | 6:2, 6:3      |
| 10. | 31. Januar 1993 | Australian Open | Hartplatz | Danie Visser      | John Fitzgerald Anders Järryd | 6:4, 6:3, 6:4 |
| 11. | 18. April 1993  | Nizza           | Sand      | David Macpherson  | Shelby Cannon Scott Melville  | 3:4 Aufgabe   |
| 12. | 23. Mai 1993    | Bologna (1)     | Sand      | Danie Visser      | Luke Jensen Murphy Jensen     | 4:6, 6:4, 6:4 |

#### Finalteilnahmen
| Nr. | Datum            | Turnier         | Belag         | Partner           | Finalgegner                        | Ergebnis      |
| --- | ---------------- | --------------- | ------------- | ----------------- | ---------------------------------- | ------------- |
| 1.  | 16. Januar 1983  | Auckland        | Hartplatz     | David Graham      | Chris Lewis Russell Simpson        | 6:7, 3:6      |
| 2.  | 21. April 1985   | Bari            | Sand          | Marcel Freeman    | Alejandro Ganzábal Claudio Panatta | 4:6, 2:6      |
| 3.  | 16. März 1986    | Mailand         | Teppich (i)   | Brian Levine      | Colin Dowdeswell Christo Steyn     | 3:6, 6:4, 1:6 |
| 4.  | 4. Januar 1987   | Adelaide (1)    | Rasen         | Peter Doohan      | Ivan Lendl Bill Scanlon            | 7:6, 3:6, 4:6 |
| 5.  | 25. Januar 1987  | Australian Open | Rasen         | Peter Doohan      | Stefan Edberg Anders Järryd        | 4:6, 4:6, 6:7 |
| 6.  | 1. Februar 1987  | Sydney (1)      | Rasen         | Peter Doohan      | Brad Drewett Mark Edmondson        | 4:6, 6:4, 2:6 |
| 7.  | 2. August 1987   | Washington      | Hartplatz     | Blaine Willenborg | Gary Donnelly Peter Fleming        | 2:6, 6:7      |
| 8.  | 1. Februar 1987  | Montreal        | Hartplatz     | Peter Doohan      | Pat Cash Stefan Edberg             | 7:6, 3:6, 4:6 |
| 9.  | 7. Mai 1989      | München         | Sand          | Peter Doohan      | Javier Sánchez Balázs Taróczy      | 6:7, 7:6, 6:7 |
| 10. | 18. Juni 1989    | Queen’s Club    | Rasen         | Tim Pawsat        | Darren Cahill Mark Kratzmann       | 6:7, 3:6      |
| 11. | 18. Juni 1989    | Indianapolis    | Rasen         | Peter Doohan      | Pieter Aldrich Danie Visser        | 6:7, 3:6      |
| 12. | 24. Februar 1991 | Memphis         | Hartplatz (i) | John Fitzgerald   | Michael Stich Udo Riglewski        | 5:7, 3:6      |
| 13. | 20. Mai 1991     | Rom             | Sand          | Luke Jensen       | Omar Camporese Goran Ivanišević    | 2:6, 3:6      |
| 14. | 7. Oktober 1991  | Sydney Indoor   | Hartplatz (i) | Luke Jensen       | Jim Grabb Richey Reneberg          | 4:6, 4:6      |
| 15. | 6. April 1992    | Estoril         | Sand          | Luke Jensen       | Hendrik Jan Davids Libor Pimek     | 6:3, 3:6, 5:7 |
| 16. | 21. Juni 1992    | Manchester      | Rasen         | Jeremy Bates      | Patrick Galbraith David Macpherson | 6:4, 3:6, 2:6 |
| 17. | 10. Januar 1993  | Adelaide (2)    | Hartplatz     | John Fitzgerald   | Todd Woodbridge Mark Woodforde     | 4:6, 5:7      |
| 18. | 16. Januar 1994  | Sydney (2)      | Hartplatz     | Mark Kratzmann    | Darren Cahill Sandon Stolle        | 1:6, 6:7      |